# Вайдт, Отто
Отто Вайдт (нем. Otto Weidt, 2 мая 1883, Росток — 22 декабря 1947, Берлин) — немецкий промышленник, владелец фабрики по производству щёток, помогавший евреям во время Холокоста, убеждённый пацифист и антинацист, Праведник мира.

## Биография
Отто Вайдт родился 2 мая 1883 года в городе Росток в семье мастера-обойщика и поначалу перенял ремесло отца.
В 1920-х годах у Отто была собственная фабрика по производству мягкой мебели. Но он развёлся со своей первой женой и из-за требования ей денег был вынужден продать фабрику.
Впоследствии открыл небольшую фабрику, на которой производил мётлы и щётки. Работали в ней главным образом слепые и глухонемые. Сам Вайдт был тоже почти слеп — различал лишь смутные очертания предметов. С началом Второй мировой войны фабрике Вайдта был дан статус «важного в оборонном отношении предприятия» из-за того, что её продукция была нужна армии. Между тем армия получала только малую часть продукции. На своей фабрике Вайдт нанимал евреев и предоставлял им убежище, снабжал предметами первой необходимости и документами и в итоге спасал их от верной гибели. Среди спасённых Алис Лихт, Инге Дойчкрон, Марианна и Аннелиза Бернштейн. Почти весь персонал мастерской (30 из 33) состоял из евреев. Кроме предоставления работы евреям Вайдт продавал щётки на чёрном рынке и на вырученные деньги подкупал нацистов, чтобы они не уничтожали евреев. С началом кампании по очистке Берлина от евреев Вайдт начал прятать тех, кто у него ранее работал. Как вспоминала писательница Инге Дойчкрон: 

Отто Вайдт был борцом, человеком, восставшим против несправедливости. Человечность, права человека были для него высшими принципами.
Отто Вайдт скончался 22 декабря 1947 в Берлине.
7 сентября 1971 года музей «Яд ва-Шем» признал Вайдта «праведником мира».

## Увековечение памяти
- Имя Праведника высечено на Стене почёта в музее Яд Вашем с 1971 года.
- Бывшее помещение мастерской Вайдта, расположенное на Розенталерштрассе, 39, сохранившееся почти в неизменном виде, получило в 2000 году статус памятника истории.
- Про Отто Вайдта снят кинофильм «Cлепой герой», вышедший 6 января 2014 года на немецком телеканале ARD. Фильм основан на воспоминаниях 92-летней писательницы Инге Дойчкрон, которую Вайдт спас от смерти тем, что дал ей работу секретарши, а впоследствии прятал её с матерью по тайному адресу в Берлине до конца войны[4].